# Aluterus scriptus
Cá bò giấy vện hay còn gọi là cá bò bìm bịp, cá Bìm bịp (Danh pháp khoa học: Aluterus scriptus) là loài cá nóc thuộc họ Monacanthidae nằm trong bộ cá nóc Tetraodontiformes. Cá phân bố ở vùng biển nhiệt đới trên toàn thế giới, tại Úc gồm Tây Úc, từ phía bắc về phía nam tới New South Wales. Chúng sống ở đầm phá và các rạn san hô, độ sâu 3–120m, thường là 3–20 m thuộc vùng cận nhiệt đới. Phân bố ở Việt Nam tại biển Đông. Địa bàn khai thác ở Việt Nam: Nha Trang, Trường Sa, Phú Quý, Phú Quốc. Mùa vụ khai thác ở Việt nam từ tháng 3 đến tháng 11 hàng năm.

## Đặc điểm
Cá bò giấy vện Aluterus scriptus dài đến gần 1 mét và phân bố trong hầu hết mọi vùng biển nhiệt đới. Kích cỡ khai thác cá khai thác thương mại có chiều dài tổng trung bình 16 cm, dao động từ 8 đến 32 cm. Thân cá màu nâu kem đến vàng nhạt, với nhiều đốm nâu tròn nhỏ phân bố tự do; các vệt nhỏ đứt quãng màu xanh dương sáng phân bố trên thân theo hướng từ vây ngực ra cuống đuôi;
Phần đầu trước nắp mang có các vệt xanh dương sáng tỏa ra từ mõm; đuôi màu trắng trong với các chấm nhỏ li ti màu xanh; vây lưng và vây hậu môn trong suốt.Thân hình thoi, mõm nhọn dạng tù, trán thẳng, mắt cao, gai nhọn trên đầu vị trí ngang ổ mắt, cuống đuôi lớn, vây đuôi dài quá chiều dài đầu. Phân loại bằng phân bố màu sắc. Là loài sống đơn độc, ngoại trừ trong thời gian sinh sản, chúng bắt cặp với nhau để đẻ trứng.

## Tập tính ăn
Loài cá bò ăn tạp này sống ở vùng nhiệt đới, ăn luôn thủy tức trong thức ăn của chúng. Những loài cá ăn những loài hoạt động thường phải đợi đến chạng vạng hoặc muộn hơn, để bắt những con cá bò vào những nơi trú đêm hoặc để bắt cua, bạch tuộc hoặc động vật không xương sống trồi lên từ những cái lỗ trong rạn đá. Loài ăn tạp này thường xuất hiện ở vùng nước cạn, độ sâu không quá 30 mét, thường là những rặng san hô có dòng chảy nhẹ, nơi có nhiều loài tảo và rong biển, thành phần thức ăn của chúng.
Khẩu phần ăn của chúng còn có bọt biển (sponge), đài tiên (bryozoan), thủy tức (hydrozoan), polyp san hô đá (stony coral), san hô sừng (gorgonian), hải tiêu (tunicate) và đôi khi cả giun tơ (polychaete worm), hai mảnh vỏ (bivalve), ốc, giáp xác chân khác (amphipod), cầu gai (urchin) và tôm. Cá Bò bìm bịp Thức ăn cho cá mới nở: Trứng nước tươi sống đông lạnh, trứng Artemia, Artemia tươi sống đông lạnh. Thức ăn cho loại cá lớn: Tép trứng tươi sống đông lạnh. 